# فو ون جيون
تخرج الفنان الصيني المعاصر فو وين، المولود عام 1955، في معهد سيشوان للفنون الجميلة. ويقوم إبداعه أساسًا على فن التصوير الفوتوغرافي، والتركيب، والنحت، والتصوير الزيتي، ولقد قام بطرح مفهوم الفوتوغرافيا التصويرية الرقمية وتطبيقها.
وتتضمن أعمال فو وين فكره وتأملاته حول العديد من القضايا المرتبطة بتاريخ الشرق والغرب وثقافتيهما والطبائع الإنسانية لدى كل منهما، بما في ذلك العلاقة بين مختلف الثقافات في عصر العولمة، وميراث الثقافة الصينية التقليدية في مجتمع سريع التغير، وفي ظل حركة التصنيع والتمدن التي تشهدها المدن الصينية.
وقد عرض أعماله منفردًا في المتحف الأوروبي للفن المعاصر (برشلونة)، ومتحف الفن القومي الصيني (بكين)، ومتحف القصر الصيفي القديم (بكين)، ومتحف الفن اليوم (بكين)، والمقر الرئيسي للأمم المتحدة (نيويورك)، ومتحف جوانونج للفنون (جوانجو)، بالإضافة إلى منظمات فنية دولية أخرى. كما يتم عرض أعماله في معارض دولية بارزة، مثل معرض الفنون البصرية الذي يقام كل ثلاث سنوات في روما (Esposizione Triennale di Arti Visive a Roma)، ومعرض London Art Biennale، والمعرض الدولي لفنون منطقة البحر المتوسط الذي يقام كل عامين (Biennale Internazionale d’Arte del Mediterraneo)، والدورة الأولى لمعرض الفن الآسيوي الذي يقام كل سنتين/ الدورة الخامسة لمعرض جوانجو الذي يقام كل ثلاث سنوات (1st Asia Biennial/5th Guangzhou Triennial)، ومعرض XVIII Bienal de Cerveira ، ومعرض NordArt، ومعرض Biennale di Venezia الفرعي 2013، ومعرض صوت الغيب - الفن الصيني المستقل 1979/ اليوم.

## الجوائز والإنجازات
حصل فو وين على العديد من الجوائز، بما في ذلك الجائزة الأولى في المعرض الدولي للفن المعاصر الذي يقام كل عامين في الأرجنتين (International Biennial of Contemporary Art)، وجائزة «أفضل فنان في العالم» في المعرض العالمي الكبير ببرج إيفل (Tour Eiffel La Grande Exposition Universelle)، والجائزة العالمية “Lorenzo il Magnifico” في الدورة الخامسة لمعرض فلورنسا الذي يقام كل عامين (X Florence Biennale).
وقام بجمع أعماله الفنية المتحف الأوروبي للفن المعاصر (Museu Europeu de Art Moderno)، ومتحف الفن القومي الصيني، ومتحف الفن اليوم، ومتحف القصر الصيفي القديم، ومتحف متروبوليتان للفنون بطوكيو، ومتحف أسرة كينيدي، والمجلس العالمي للشعوب التابع للأمم المتحدة، ومتحف Dazu Grotto، ومتحف تشونجتشينج للفنون، ومتحف جوانجدونج للفنون، والجمعية الوطنية للفنون الجميلة بفرنسا (Société Nationale des Beaux Arts)، ومتحف أحمد شوقي في مصر، بالإضافة إلى منظمات أخرى وجامعي أعمال فنية بارزين.

## معارض منفردة مختارة
- فو وين: «طرق زياي (Ways of Xieyi) المعروضة من خلال الفوتوغرافيا التصويرية الرقمية» (معهد سيتشوان للفنون الجميلة، تشونجتشينج، 2017)
- «تأمل الروح. تعبير فني من خلال فن الفوتوغرافيا التصويرية الرقمية لفو وين» (المتحف الأوروبي للفن المعاصر (Museu Europeu de Arte Moderno)، برشلونة، 2017)
- «الانسجام في التنوع (Harmony in Diversity) --- معرض الفوتوغرافيا التصويرية الرقمية لفو وين» (متحف الفن القومي الصيني، بكين، 2017)
- «صور حافلة بالأفكار (Thoughtful Images)--- معرض التصوير التجريدي لفو وين» (متحف جوانجدونج للفنون، جوانجو، 2015)
- "رواية فوتوغرافية (Photographic Narrative) --- معرض التصوير المفاهيمي الخاص بفو وين (المقر الرئيسي للأمم المتحدة، نيويورك، الولايات المتحدة الأمريكية، 2015)
- «التعبير التخطيطي عن الروح» (Graphic Expression of Spirit) (متحف القصر الصيفي القديم، بكين، 2010)
- «عرض الشكليات» (Show of Formality) (متحف الفن اليوم، بكين، 2010)
- معارض جماعية مختارة
- Biennale delle Nazioni (la Scuola Grande della Misericodia، فينيسيا، إيطاليا، 2018)
- المعرض الدولي المتنقل للفنانين الصينيين المشهورين (متحف الأكاديمية الروسية للفنون، سانت بطرسبرج، روسيا، 2017)
- معرض الفنون البصرية الذي يقام كل ثلاث سنوات في روما (Esposizione Triennale di Arti Visive a Roma) (روما، إيطاليا، 2017)
- معرض London Art Biennale (لندن، المملكة المتحدة، 2017)
- المعرض الدولي لفنون منطقة البحر المتوسط الذي يقام كل عامين (Biennale Internazionale d'Arte del Mediterraneo) (باليرمو، إيطاليا، 2017)
- معرض الفن المعاصر الذي يقام كل ثلاث سنوات (Triennale dell'Arte Contemporanea) (فيرونا، إيطاليا، 2016)
- الدورة الأولى لمعرض الفن الآسيوي الذي يقام كل سنتين/ الدورة الخامسة لمعرض جوانجو الذي يقام كل ثلاث سنوات (1st Asia Biennial/5th Guangzhou Triennial) (متحف جوانجدونج للفنون، جوانجو، 2015)
- معرض XVIII Bienal de Cerveira (Vila Nova de Cerveria، البرتغال، 2015)
- معرض Nord Art 2015 (Büdelsdorf، ألمانيا، 2015)
- فوتو شنغهاي (Photo Shanghai) (مركز شنغهاي للمعارض، شنغهاي، 2014)
- صوت الغيب - معرض الفن الصيني المستقل 1979/ اليوم (معرض فينيسيا الذي يقام كل عامين (Biennale di Venezia)، فينيسيا 2013)
- التجديد المفاهيمي: تاريخ وجيز للتصوير الصيني المعاصر (متحف سي شانج للفنون، بكين، 2012)
- الدورة الرابعة لمعرض جوانجو الذي يقام كل ثلاث سنوات (4th Guangzhou Triennial) (متحف جوانجدونج للفنون، جوانجو، 2012)
- صالة الأحرار (Salon des indépendants) (Grand Palais des Champs - الإليزيه، باريس، 2010)
- الالتحام --- المعرض الدولي المتجول للفن الصيني المعاصر (International Tour Exhibition of the Chinese Contemporary Art) في السنوات العشر الأولى من القرن الواحد والعشرين (Gemeentemuseum Den Haag، لاهاي، 2010)
- الدورة الخامسة والثلاثون لمعرض AJAC Yokohama الدولي للفنانين الأجانب باليابان (متحف يوكوهاما للفنون، يوكوهاما، 2009)